# 러시아 공수군
러시아 공수군(러시아어: Воздушно-десантные войска; ВДВ)는 러시아 연방군의 정예 부대 중 하나이며, 전 세계 최대 규모의 공수부대이다.

## 역사
1928년, 유럽의 일부 군사 전문가들의 낙하산을 이용해 대규모의 군사를 투입할 수 있다는 주장을 받아들여 창설되었다. 1930년 모스크바 군관구 훈련에 30여 명의 공수부대를 강하시키고 탄약, 장비를 투하한 게 최초이다.
소비에트 연방 시절에는 8개 사단이 있었으며, 현재는 4개 사단, 1개의 독립여단, 특수부대 역할을 하는 2개 독립연대로 구성되어있다. 러시아와 다른 국가 사이에 전쟁이 발발했을시 먼저 공격하고 중요지점을 점령할 부대이기 때문에 스페츠나츠 수준의 혹독한 훈련을 받는다고 한다. 공수군은 특수전 부대인 45 독립특무 연대를 보유하고 있으나 행정상 공수군의 휘하에 있는 것일 뿐이며 실질적 작전지휘권은 국방부 특수작전센터 SSO가 가지고 있다. 또한 라트니크 같은 러시아의 신형 군장을 가장 먼저 보급받는 부대로 장비의 질 면에서 서방 국가들과 유사한 수준으로 예전의 투박한 러시아군의 이미지는 찾아보기 힘들다. 다른 국가의 공수부대들과는 달리 육군이나 공군 소속이 아닌 총참모부 직할의 독립된 조직이며, 매년 8월 2일이 공수군의 날이다. 이날에는 현직 공수군은 물론, 예비역이나 전직 공수군 출신자들의 여러 축제를 펼치는 것으로도 유명하다.

## 부대

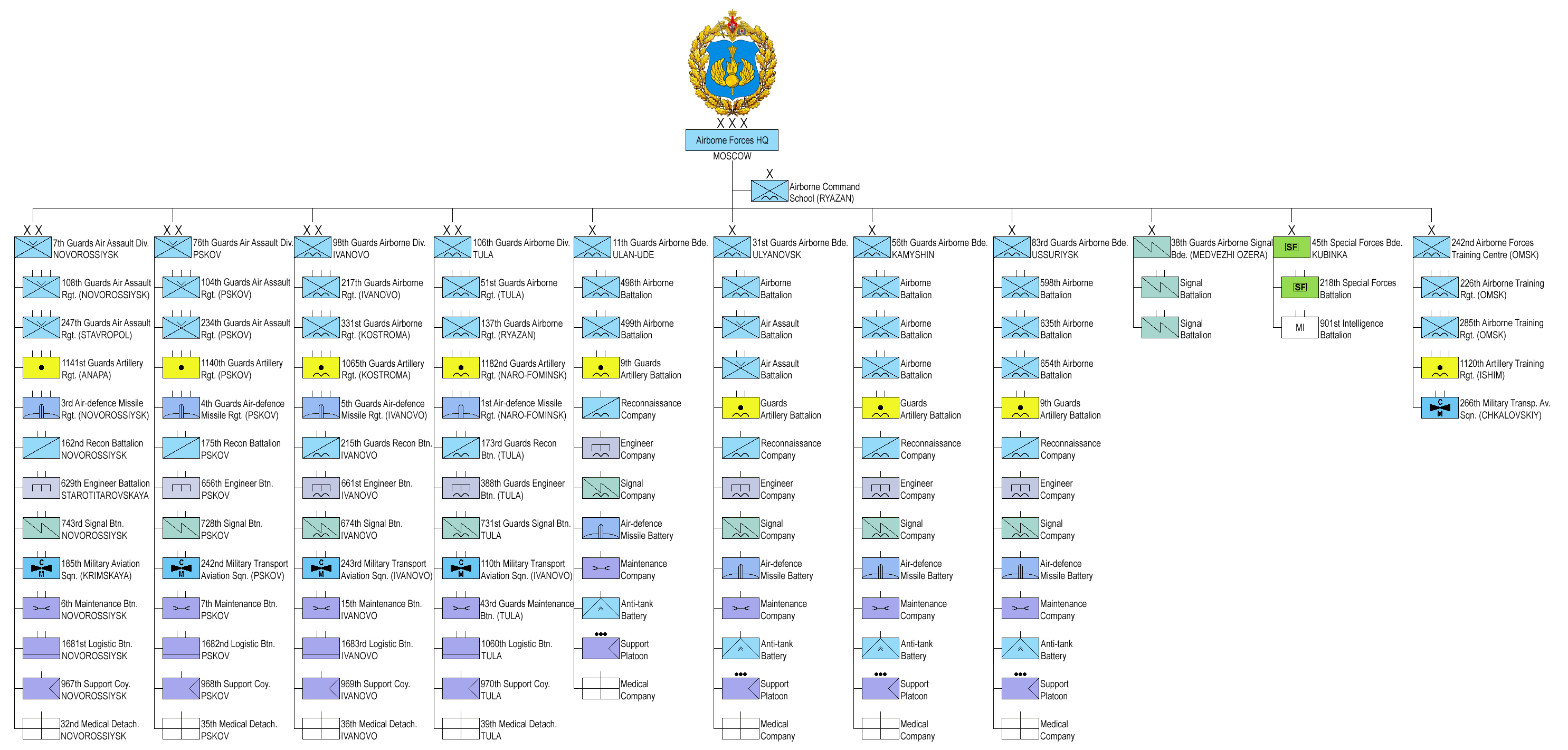
러시아 공수군의 편성표

랴잔 근위고위공수지휘학교
제7근위공수사단 노보로시스크
제76근위공중강습사단 프스코프
제98근위공수사단 이바노보
제106근위공수사단 툴라
제11근위공수여단 울란우데
제31근위공수여단 울리야놉스크
제56근위공수여단 카미신
제83근위공수여단 우수리스크
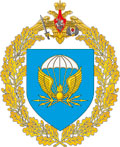
제38근위공수통신여단
제45근위스페츠사츠여단 모스크바주
제242훈련소 옴스크

## 같이 보기
- 우크라이나 공중강습군
- 중화인민공화국 공강군